# Бајел (Сарт)
Бајел (фр. Bailleul (Sarthe)) је насељено место у Француској у региону Лоара, у департману Сарт.
По подацима из 2011. године у општини је живело 1240 становника, а густина насељености је износила 44,6 становника/km².

## Демографија
| 1962. | 1968. | 1975. | 1982. | 1990. | 2011. |
| ----- | ----- | ----- | ----- | ----- | ----- |
| 887   | 810   | 780   | 787   | 787   | 1.240 |